# Smith & Wesson Model 25-2
Beim Smith & Wesson Model 25 handelt es sich um einen sechsschüssigen Revolver, der die Pistolenmunition .45 ACP bzw. .45 Colt verschießt. Er wurde ab 1955 (weshalb er anfangs die Bezeichnung „S&W Model 1955 Target“ trug) in Serie gefertigt und fand eine Zeit lang in der US-Armee Verwendung.

## Geschichte
Das Model 25 ist eine Weiterentwicklung des M1917 (Revolver), von dem Smith & Wesson bis zum Zweiten Weltkrieg knapp 165.000 Stück an die US-amerikanischen Streitkräfte und rund 25.000 nach Brasilien geliefert hatte. Mit der Wiederbelebung des Schießsports wurde zunächst das Model 1950 Target herausgebracht. Dem folgte das Model 1955 mit schwererem Lauf, das ab 1957 als Model 25 benannt wurde. Ab 1957 gab es auch das  Model 26, welches allerdings auf das frühere Modell von 1950 zurückging. Für Revolver im Kaliber .45 wurde die Bezeichnung Model 25 eingeführt.

## Funktionsprinzip
Aufgrund der randlosen Hülse der eigentlich für Pistolen konzipierten Patronen .45 ACP und .45 Colt wurde der Revolver mit sogenannten Ladeclips (Halb- oder Vollmondclips bzw. half-moon-clips oder full-moon-clips) ausgeliefert, die den Zweck haben, ein Ausstoßen der Hülsen trotz des fehlenden Randes zu ermöglichen. Wegen der randlosen 45er-Hülse kann der Ausstoßer der Revolvertrommel nicht greifen und würde quasi „ins Leere fassen“. Der Revolver verfügt über einen SA/DA-Abzug (engl. Single Action/Double Action), welcher es gestattet, den Schuss sowohl durch Vorspannen des Hahns und so mit minimalem Druck (Single Action) als auch unvorgespannt und mit größerem Kraftaufwand, mittels Durchziehen des Abzugs (Double Action), auszulösen. Jedes Spannen des Hahns (SA) bzw. Durchziehen des Abzugs (DA) dreht die Trommel mit Hilfe einer Transportklinke um ein Patronenlager weiter. Die Funktionsprinzipien entsprechen dem Vorgängermodell M1917.

## Lauf und Rahmen
Das Modell 25 gibt es in einer Ausführung mit einem 83⁄8" (213 mm), 6,5" (165 mm), 6" (152 mm), 5" (127 mm) sowie 4" (102 mm) langen Lauf, wobei die Version mit 6,5" Lauflänge nur in den ersten beiden Jahren nach Produktionsbeginn gefertigt wurde. Der Revolver hat einen sogenannten „N-Frame (square butt)“ bzw. die Rahmengröße N. Die Abbildung zeigt ein Modell mit einer Lauflänge von 6,5". Die wesentlichen Änderungen zum Vorgängermodell M1917 sind ein schwererer Lauf und eine einstellbare Visierung.